# Оквил (Конектикат)
Оквил (енгл. Oakville) насељено је место без административног статуса у америчкој савезној држави Конектикат.

## Демографија
По попису из 2010. године број становника је 9.047, што је 429 (5,0%) становника више него 2000. године.
| Група             | 2000.         | 2010.         |
| Белци             | 8.089 (93,9%) | 8.134 (89,9%) |
| Афроамериканци    | 101 (1,2%)    | 169 (1,9%)    |
| Азијати           | 97 (1,1%)     | 161 (1,8%)    |
| Хиспаноамериканци | 243 (2,8%)    | 447 (4,9%)    |
| Укупно            | 8.618         | 9.047         |